# Antonio Alkana
Antonio Alkana (ur. 12 kwietnia 1990 w Kapsztadzie) – południowoafrykański lekkoatleta specjalizujący się w biegach płotkarskich.

## Kariera sportowa
W 2015 zdobył złoty medal na dystansie 110 metrów przez płotki podczas igrzysk afrykańskich w Brazzaville. Rok później triumfował podczas afrykańskiego czempionatu w Durbanie. W 2018 ponownie został mistrzem Afryki, cztery lata później zaś został srebrnym i brązowym medalistą mistrzostw Afryki.
Złoty medalista mistrzostw Południowej Afryki.
Rekordy życiowe: bieg na 60 metrów przez płotki (hala) – 7,76 (19 marca 2016, Portland); bieg na 110 metrów przez płotki – 13,11 (5 czerwca 2017, Praga) – rekord Afryki.

## Osiągnięcia
| Rok  | Impreza                   | Miejsce        | Konkurencja                | Lokata     | Wynik |
| ---- | ------------------------- | -------------- | -------------------------- | ---------- | ----- |
| 2015 | Mistrzostwa świata        | Pekin          | bieg na 110 m przez płotki | eliminacje | 13,63 |
| 2015 | Mistrzostwa świata        | Pekin          | sztafeta 4 × 100 m         | eliminacje | DNF   |
| 2015 | Igrzyska afrykańskie      | Brazzaville    | bieg na 110 m przez płotki | 1. miejsce | 13,32 |
| 2016 | Halowe mistrzostwa świata | Portland       | bieg na 60 m przez płotki  | eliminacje | 7,76  |
| 2016 | Mistrzostwa Afryki        | Durban         | bieg na 110 m przez płotki | 1. miejsce | 13,43 |
| 2016 | Igrzyska olimpijskie      | Rio de Janeiro | bieg na 110 m przez płotki | półfinał   | 13,55 |
| 2018 | Mistrzostwa Afryki        | Asaba          | bieg na 110 m przez płotki | 1. miejsce | 13,51 |
| 2018 | Puchar interkontynentalny | Ostrawa        | bieg na 110 m przez płotki | 4. miejsce | 13,36 |
| 2019 | Mistrzostwa świata        | Doha           | bieg na 110 m przez płotki | półfinał   | 13,47 |
| 2021 | Igrzyska olimpijskie      | Tokio          | bieg na 110 m przez płotki | eliminacje | 13,55 |
| 2022 | Mistrzostwa Afryki        | Saint-Pierre   | bieg na 110 m przez płotki | 3. miejsce | 13,59 |
| 2022 | Mistrzostwa Afryki        | Saint-Pierre   | sztafeta 4 × 100 m         | 2. miejsce | 39,79 |
| 2022 | Mistrzostwa świata        | Eugene         | bieg na 110 m przez płotki | eliminacje | 13,64 |
| 2023 | Mistrzostwa świata        | Budapeszt      | bieg na 110 m przez płotki | eliminacje | 14,25 |